# Kasteel Geerestein
Kasteel Geerestein is een kasteel en ridderhofstad gelegen net ten noorden van Woudenberg.
Geerestein is hoogstwaarschijnlijk tussen 1394 en 1402 gebouwd door Jacob van Zuylen van Nijevelt. Na het overlijden erfde zijn zoon Steven van Zuylen van Nijevelt, maarschalk van Eemland en raad van bisschop David van Bourgondië, Geerestein. In 1430 blijkt hij daar ook daadwerkelijk te wonen. In 1478 droeg hij Geerestein over aan zijn broer Gerrit van Zuylen van Nijevelt. Tijdens de Hoekse en Kabeljauwse twisten waren Steven, Gerrit en Jan aanvoerders van de Hoekse factie. Daarmee waren zij ook tegenstanders van bisschop David van Bourgondië. In 1482 belegerde de bisschop het kasteel en in juni van dat jaar nam hij het kasteel door verraad in. De broers werden gevangengezet op kasteel Duurstede. Na het overlijden van de bisschop David van Bourgondië in 1496 werd Gerrit benoemd tot maarschalk van Amersfoort en Eemland. De kleinzoon van Gerrit, Arend van Zuylen van Nijevelt, werd in 1546 heer van Geerestein en Hoevelaken. Hij is te beschouwen als de bouwer van het huidige Geerestein.
In 1834 heeft Hendrik Daniël Hooft het landgoed gekocht.
Op de voorgevel is een familiewapen te zien dat uitgevoerd is in de kleuren van de ridderhofstad Geerestein.
Kasteel Geerestein staat aan de Geeresteinselaan en biedt onderdak aan een architectenbureau en het Nederlandse kantoor van fietsfabrikant Cannondale.

## Gebouwen horende bij Geerestein

### Noordelijk Bouwhuis (belhuis)
Het noordelijk bouwhuis is de tegenhanger van het zuidelijke bouwhuis en staat aan de laan naar het huis. Het bouwhuis is rond 1740 gebouwd en bij een renovatie in 1834 witgepleisterd. Door het imiteren van voegen in het pleisterwerk ontstaat de indruk dat natuursteen gebruikt is. Dit bouwhuis diende als 'belhuis' waar toentertijd de jachtopziener woonde. In de periode van 1980-1985 is het bouwhuis middels een restauratie en verbouwing tot een kantoor geworden. Bij de verbouwing is het pand in de lengte gespiegeld en hiermee twee keer zo groot geworden. Het dak is een gewolfd zadeldak, met twee dakkapellen met klauwstukken en is bedekt met blauwduifgrijs gesmoorde 'oude holle' dakpannen.

### Zuidelijk Bouwhuis (koetshuis)
Het zuidelijke bouwhuis is de tegenhanger van het noordelijke bouwhuis en staat aan de andere kant van de laan naar het huis. Het bouwhuis was oorspronkelijk in gebruik als koetshuis. Dit bouwhuis is net als zijn tegenhanger door de verbouwing in de periode van 1980 t/m 1985 verdubbeld en een heeft daarmee een kantoorfunctie gekregen.

### Kinderhuisje Heiligerlee
Links achter het hoofdgebouw staat een kinderhuisje welke gebouwd is in de periode 1835-1850. In 1980 is het huisje verbouwd en heeft aan de achterzijde een uitbreiding gekregen. Het oorspronkelijke rieten schilddak is toen ook vervangen door een dak bedekt met blauwduifgrijs gesmoorde 'oude holle' dakpannen en een zaagrand.
Om het nationalisme een impuls te geven is rond de bouwperiode van het huisje aandacht gegeven aan de slag bij Heiligerlee. Dit is onder andere gebeurd door het plaatsen van het Graaf Adolfmonument in Heiligerlee. Mogelijkerwijs verwijst de naam van het huisje naar deze slag.

### Klein-Geerestein
Toen Hendrik Daniël Hooft in 1834 het landgoed Geerestein kocht, liet hij rond 1838 dicht bij het huis de boerderij "Klein-Geerestein" bouwen. De boerderij is een folly geworden. Het heeft rondboogramen en een timpaan als gevel. Elf jaar na de bouw van de boerderij, is er in 1849 een toren naast geplaatst. In de toren is een 15e-eeuwse luidklok afkomstig uit een Brabants klooster en het wapen van de heren van Geerestein aangebracht. In de bovenste verdieping van de toren bevond zich de badkamer van het grote huis.
Aan de buitenkant heeft de boerderij op deze manier veel weg van een Engelse gotische kerk. Deze kerkfunctie heeft hij ook gehad. Hendrik heeft een periode onenigheid met de kerkenraad gehad en liet toen in Klein-Geerestein kerkdiensten houden. Dit gebeurde in de zaal boven het boerderijgedeelte. Deze zaal heeft gemarmerde muren en rondom zijn boogfriezen met wapenschildjes aangebracht. Deze wapenschildjes hebben niets met de familie van doen en zijn door Hendrik aangekocht ter versiering. Op de muren zijn ook een aantal grote wapenborden te vinden. Zo hangt er boven de schouw het wapen van W.D. Hooft en zijn vrouw W.C. Kluppel, en op een andere muur de wapens van de heren van Geerestein en de heren van Groenewoude.
Om duidelijk te maken waarom de boerderij zo gebouwd is, liet hij de volgende tekst op een marmeren plaat in de toren plaatsen:
Deez' toren is gebouwd ter eer 

Van GOD, mijn Koning, mijn HEER 

En wacht eerbiedig met zijn Stichter 

De komst van 's Werelds grootste rigter.

Anno 1849. Ht. v Wg. & Gn.

## Afbeeldingen

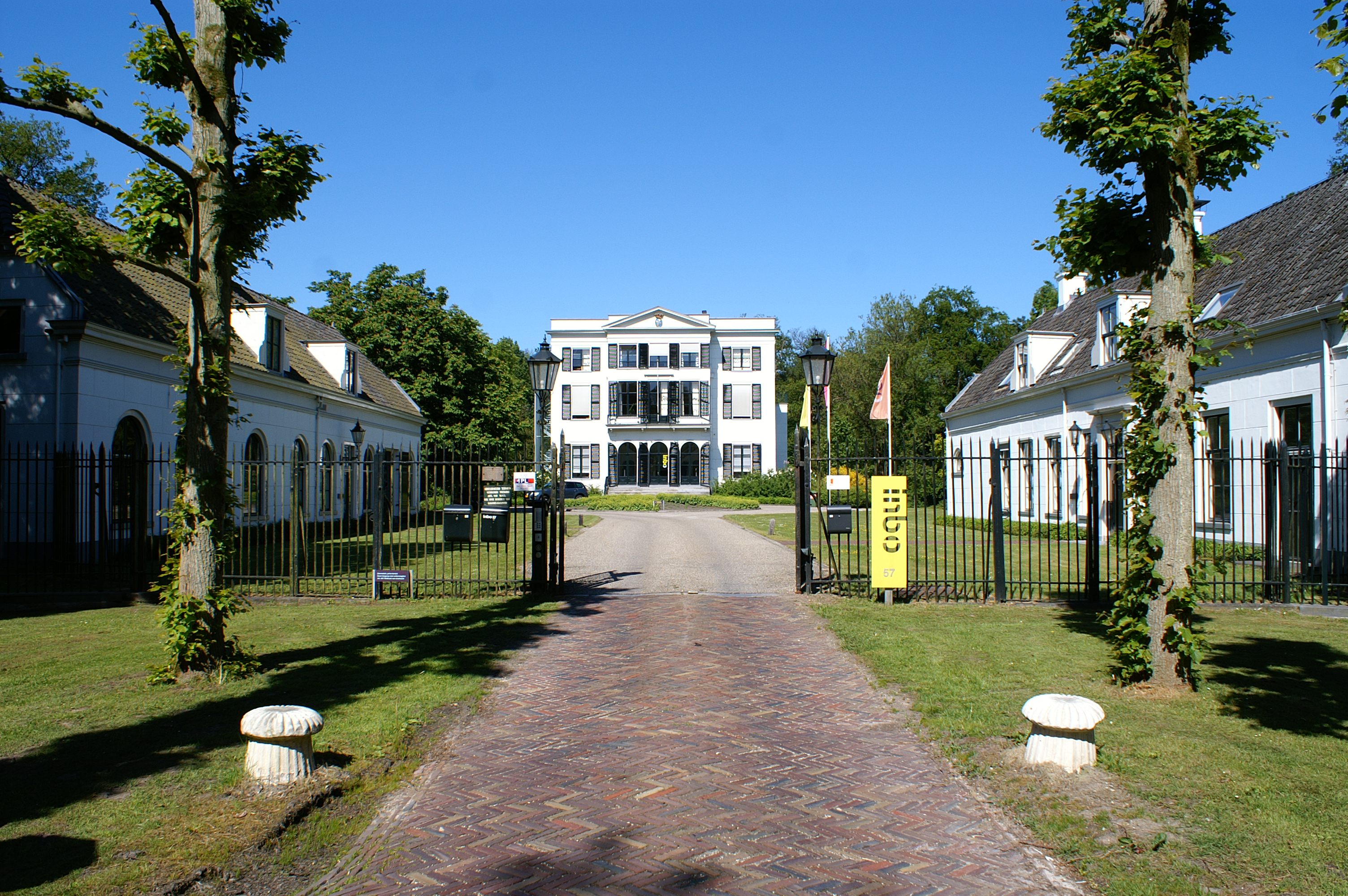
Kasteel Geerestein met bijgebouwen
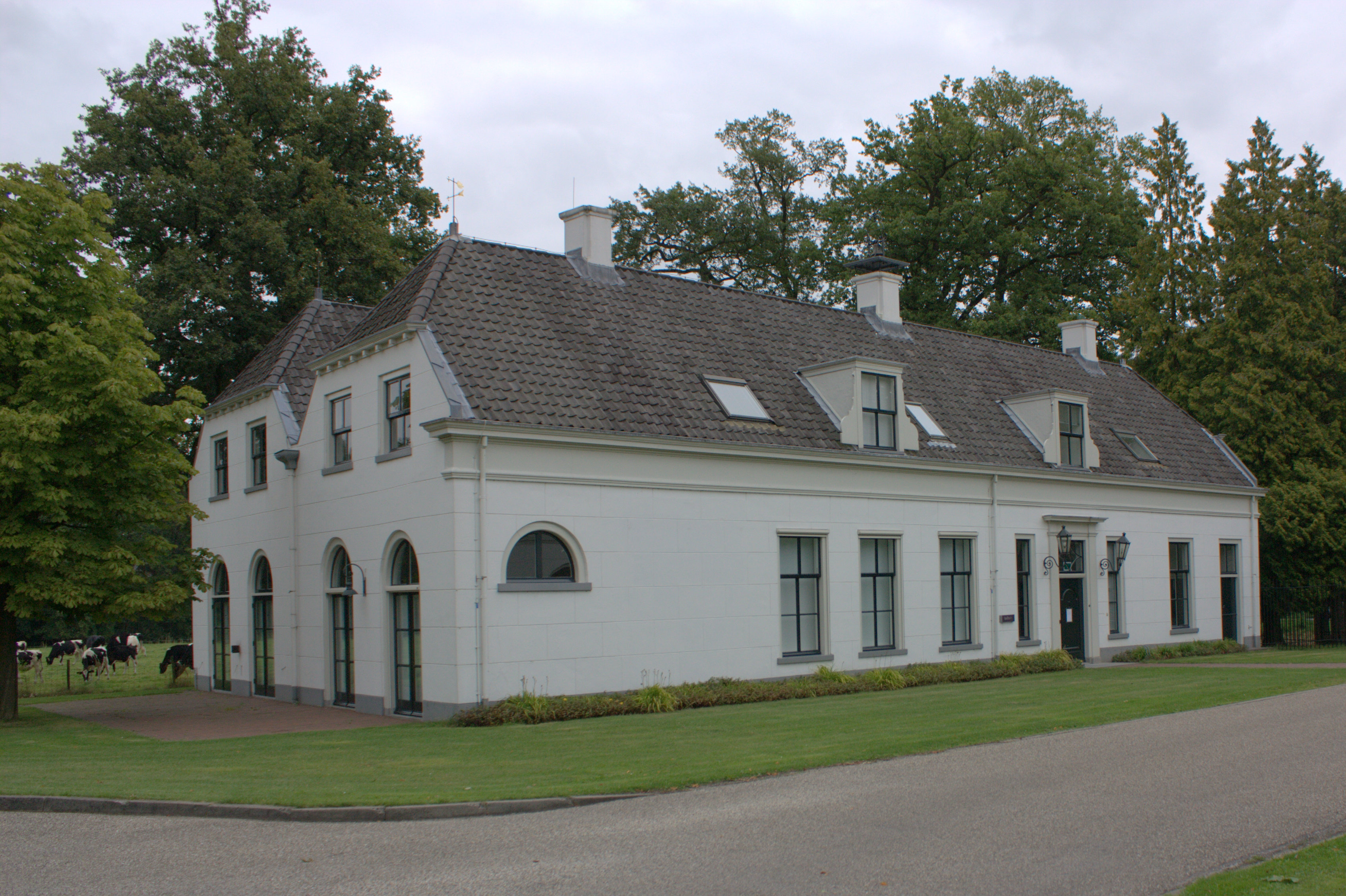
Noordelijk Bouwhuis (belhuis) bij Geerestein
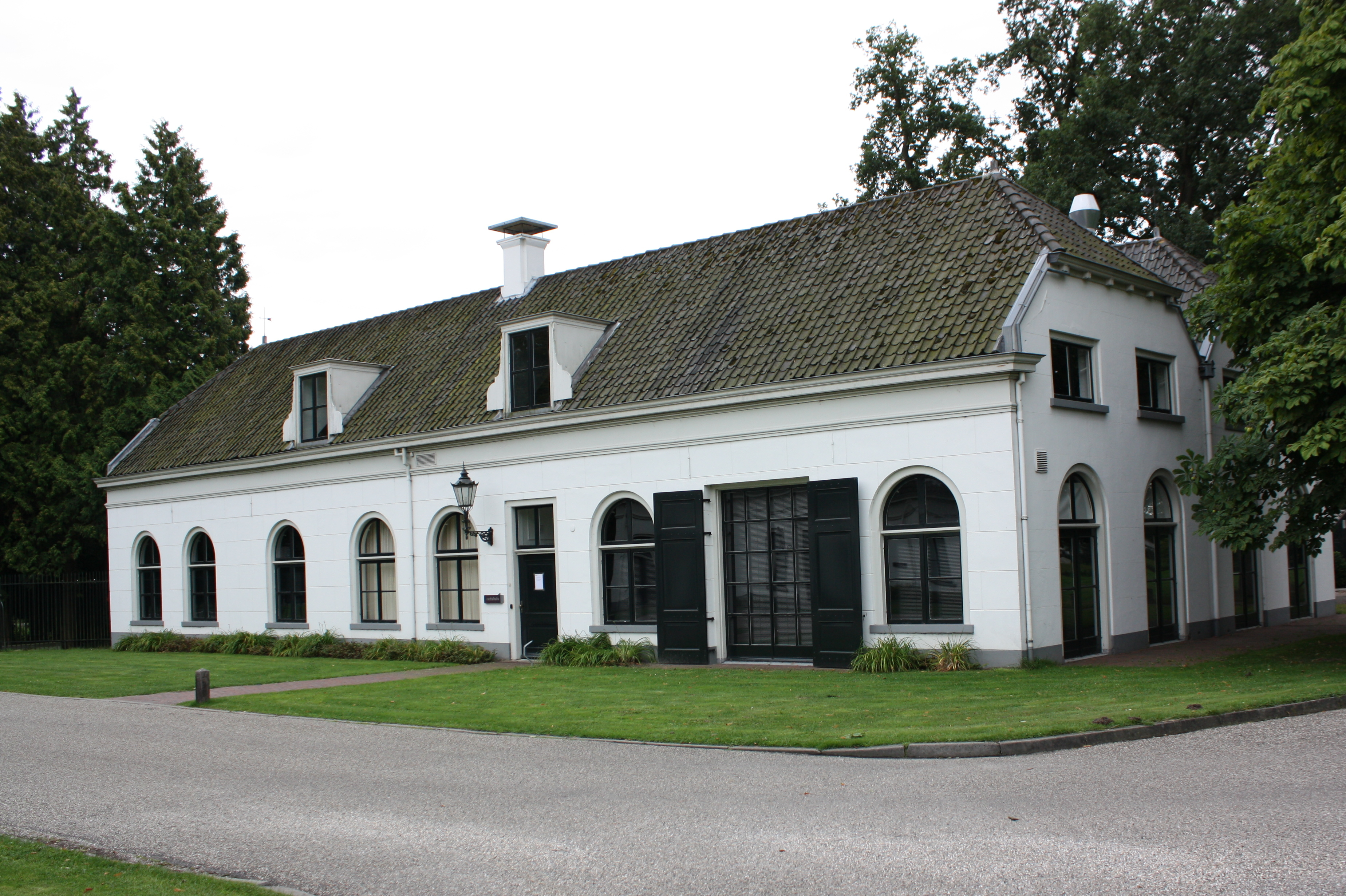
Zuidelijk Bouwhuis (koetshuis) bij Geerestein
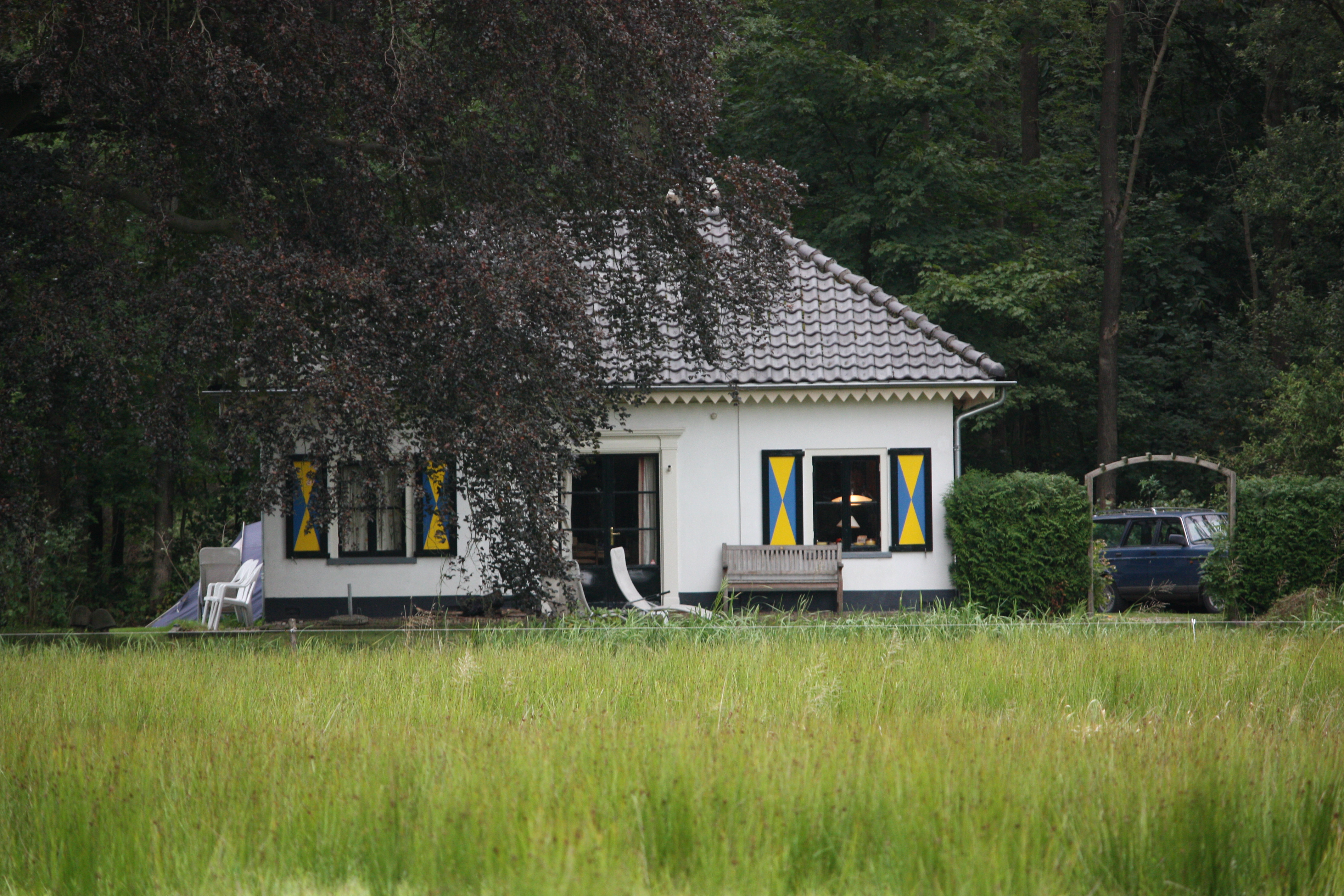
Kinderhuisje Heiligerlee bij Geerestein
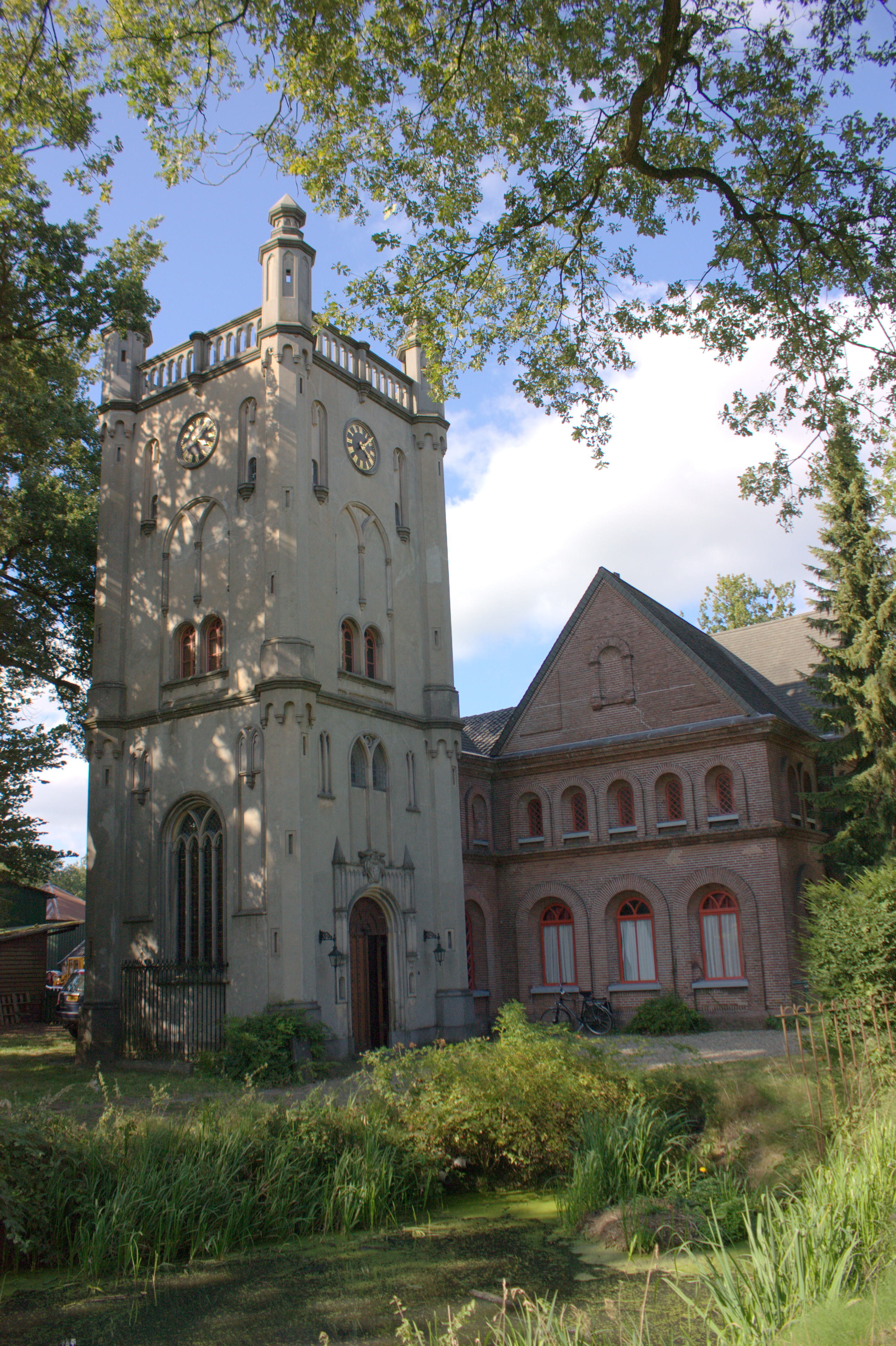
Klein Geerestein
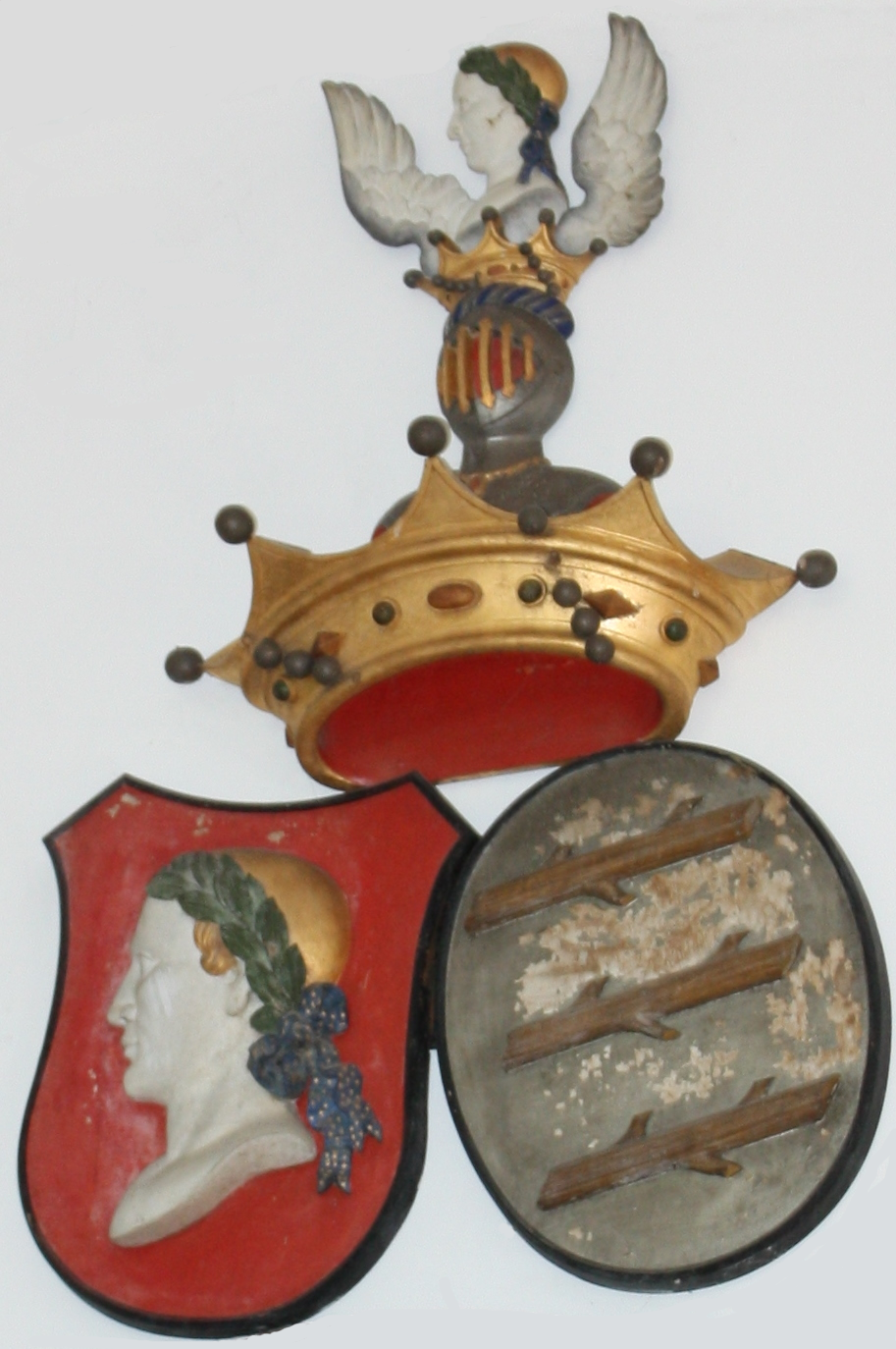
Het wapen van H.D. Hooft en zijn echtgenote W.C. Kluppel
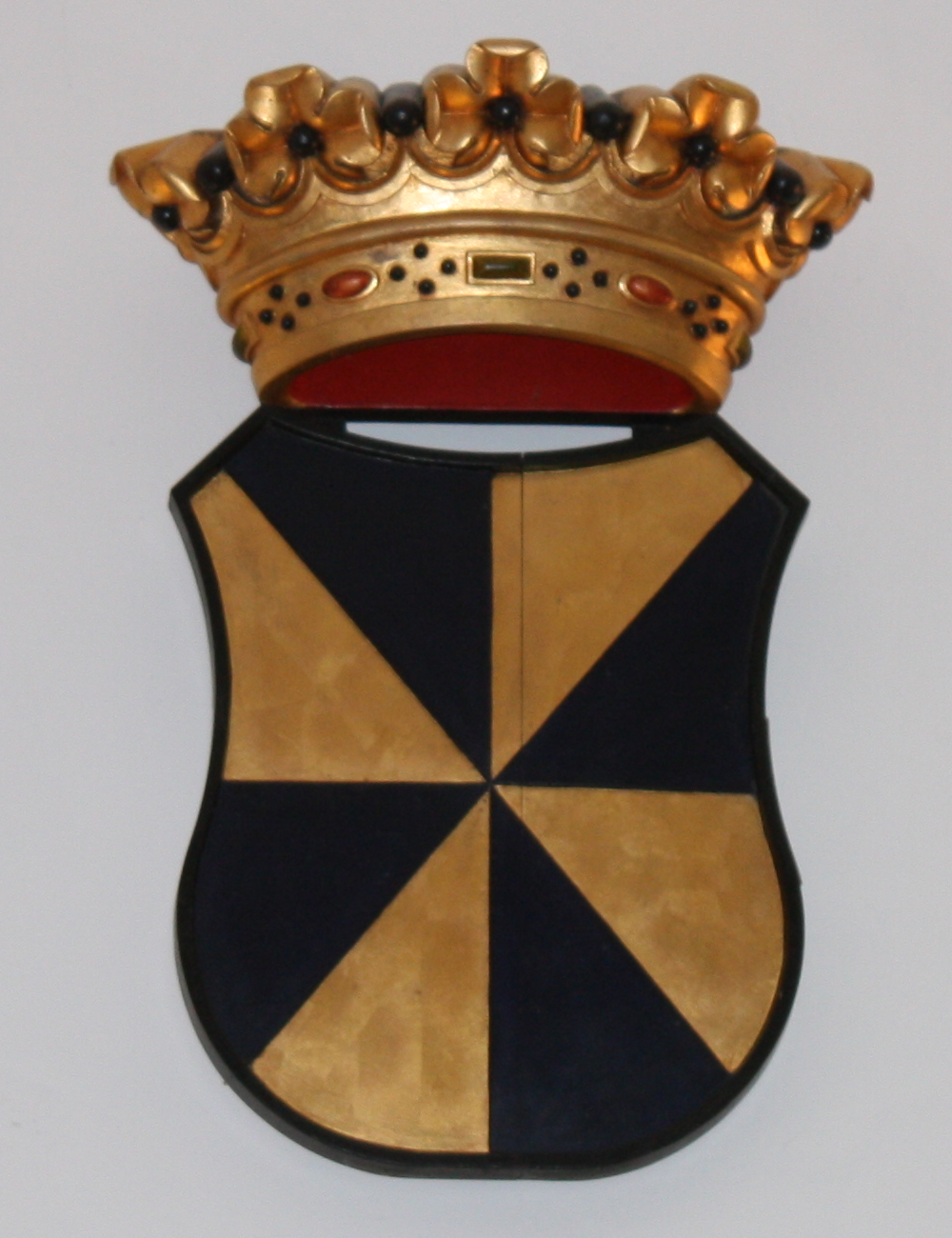
Het wapen van de heren van Geerestein
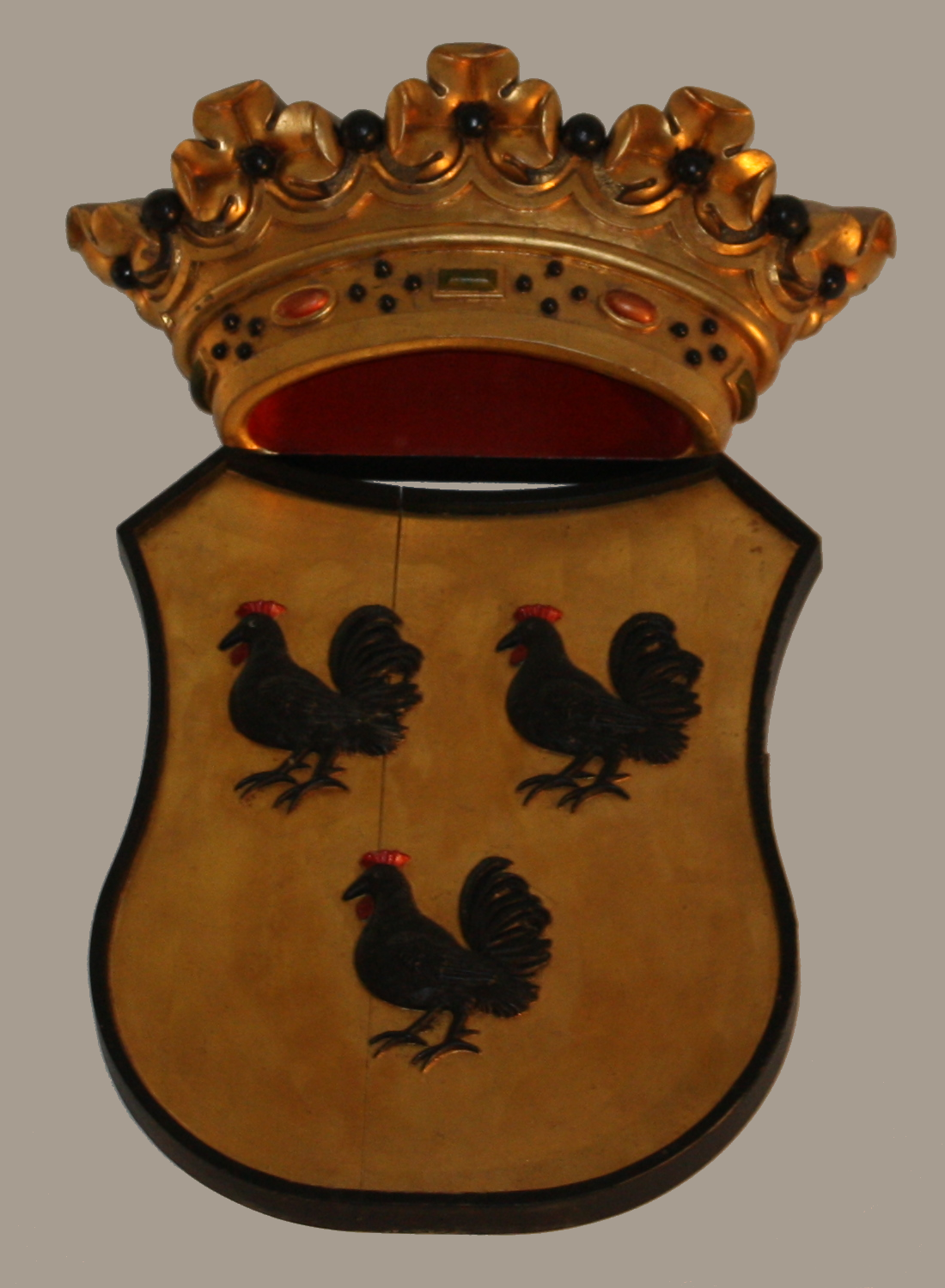
Het wapen van de heren van Groenewoude
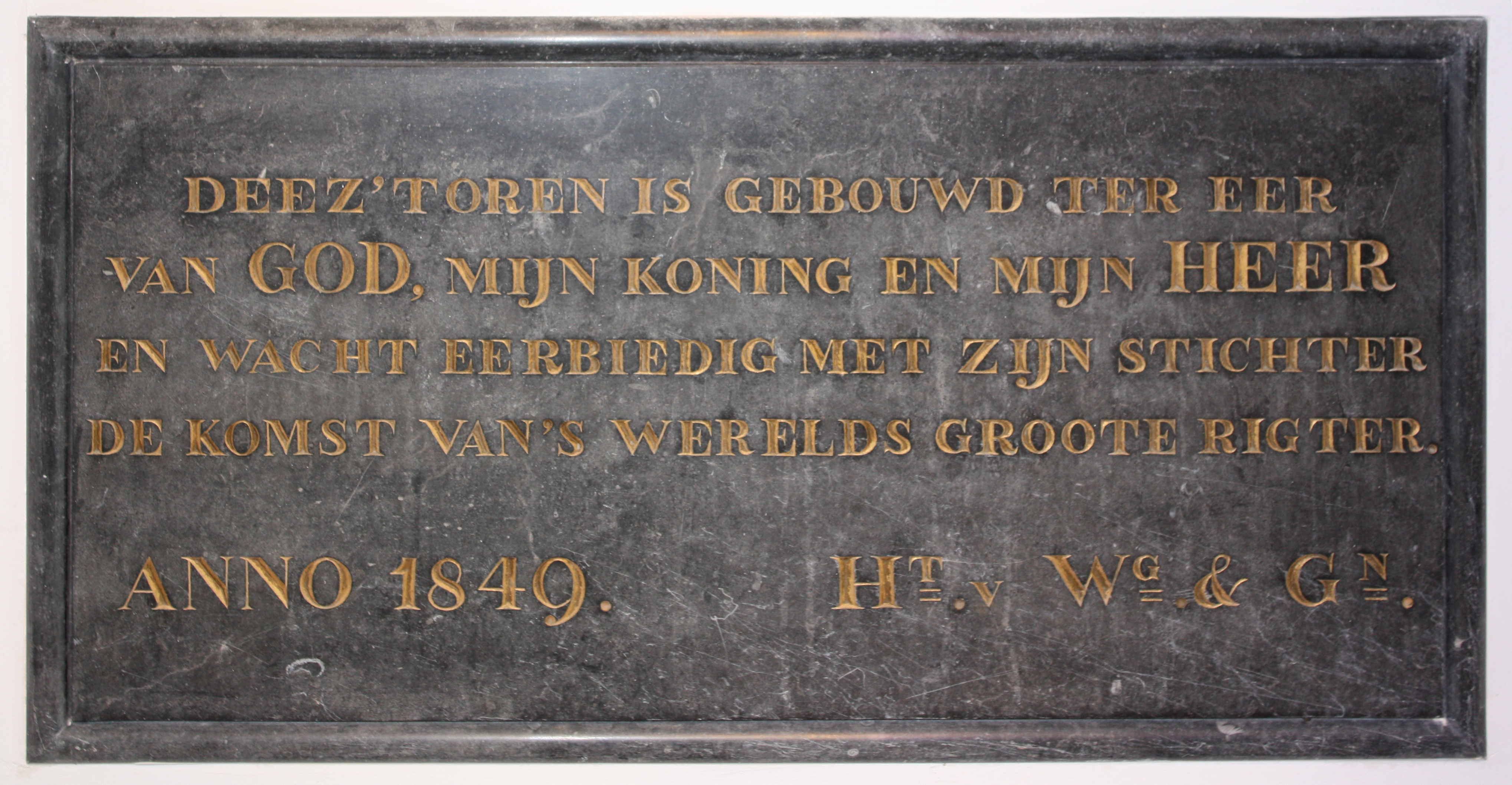
Marmeren plaat in de toren van Klein-Geerestein
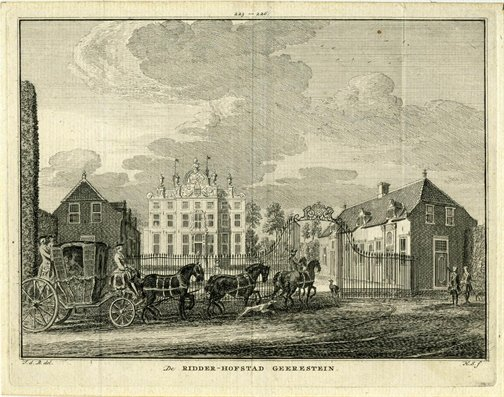
Geerestein inclusief bouwhuizen (1745)